# Amorpheae
Amorpheae je tribus (seskupení rodů) čeledi bobovité dvouděložných rostlin. Zahrnuje celkem 8 rodů a asi 250 druhů. Je rozšířen pouze v Americe od Kanady po Argentinu a zahrnuje byliny i dřeviny. V České republice je běžněji pěstován jediný zástupce – netvařec křovitý.

## Popis
Zástupci tribu (shluku) Amorpheae jsou malé stromy, keře nebo byliny. Listy jsou nejčastěji lichozpeřené nebo sudozpeřené, řidčeji trojlisté nebo jednolisté. Květy jsou uspořádány ve vrcholových hroznech, klasech nebo hlávkách. Kalich je vytrvalý. Koruna je motýlovitá, u některých zástupců je nedokonalá nebo zcela chybí. Tyčinek je obvykle 9 nebo 10, jsou téměř volné až silně srostlé, obvykle jednobratré. V semeníku jsou pouze 1 nebo 2 vajíčka, zřídka více. Plodem je nepukavý jednosemenný lusk, opadávající spolu s vytrvalým kalichem.

## Taxonomie
Tribus Amorpheae se oproti podobnému tribu Psoraleeae vyznačuje zejména vrcholovými květenstvími, primárně zpeřenými listy a jiným počtem chromozómů. Podle výsledků molekulárních studií není s tímto tribem bezprostředně příbuzný a tvoří bazální větev tzv. dalbergiové větve. Molekulární studie potvrdily monofyletismus této skupiny, v níž se objevují 2 vývojové větve: jednu tvoří rody Dalea, Marina a Psorothamnus (tzv. Daleoids), druhou tvoří zbývajících 5 rodů (tzv. Amorphoids).
Z hlediska morfologie květu je tribus poměrně různorodý, různorodost se týká zejména zejména stavby koruny a tyčinek. Pokud je koruna kompletní, složená z 5 lístků, může být motýlovitá (rozlišená na pavézu, křídla a člunek) anebo málo diferenciovaná (složená z tvarově podobných lístků). U některých zástupců je však tvořená jediným lístkem nebo zcela chybí. Podobně tyčinky mohou být téměř volné až silně srostlé. U některých zástupců se objevuje unikátní struktura - korunní lístky jsou připojeny ke sloupku tyčinek.

## Rozšíření
Tribus Amorpheae zahrnuje 8 rodů a asi 250 druhů. Je rozšířen výhradně v Americe, a to od mírného pásu po tropy. Největší rody jsou Dalea (165 druhů), Marina (38 druhů), netvařec (Amorpha) a Eysenhardtia (obojí 15 druhů). Největší druhové zastoupení je v jižních oblastech USA, Mexiku a Střední Americe. Do Kanady zasahují rody netvařec a Dalea, do Jižní Ameriky (převážně v oblasti And) rody Dalea, Apoplanesia a Errazurizia. Největší areál rozšíření má rod Dalea, vyskytující se od Kanady až po Argentinu.

## Zástupci
- netvařec (Amorpha)

## Význam
Netvařec křovitý (Amorpha fruticosa) je v České republice pěstován jako okrasná dřevina.

## Přehled rodů
Amorpha, Apoplanesia, Dalea, Errazurizia, Eysenhardtia, Marina, Parryella, Psorothamnus